# مارجريت ويلكوكس
مارجريت ويلكوكس (بالإنجليزية:Margaret Wilcox) مخترعة ومهندسة ميكانيكية أمريكية قامت باختراع جهاز تدفئة السيارة في القرن التاسع عشر عام 1893 وكانت تجري العديد من التجارب في مختبرها، كما يرجع إليها الفضل في اختراع جلاية الصحون.